# Louisette Bertholle
Louisette Georgette Remion, conocida como Louisette Bertholle (26 de octubre de 1905-26 de noviembre de 1999) fue una cocinera francesa, autora de libros de cocina y conocida como lo una de las tres autoras, junto con Julia Child y Simone Beck, del exitoso libro de cocina El arte de la cocina francesa.

## Trayectoria
Después de la Segunda Guerra Mundial, Louisette Bertholle, que estaba pensando escribir un libro de cocina francesa dirigido  a cocineros estadounidenses, conoció a Simone Beck en la asociación culinaria Le Cercle des Gourmettes.
Juntas comenzaron a desarrollar un concepto: recogiendo las recetas, probandolas y recopilándolas por escrito en un libro. Sus primeros intentos de escritura no convencieron a un editor, pero su idea resurgió en 1949 cuando conocieron a Julia Child. En 1951, las tres fundaron su propia escuela de cocina, L'École des Trois Gourmandes, que fue concebida para que las mujeres estadounidenses que vivían en París recibieran lecciones de cocina francesa. Las tres amigas lucían con orgullo delantales adornados con el logotipo de su escuela. Años más tarde, tanto Julia Child como Simone Beck llevaban el logotipo de la escuela en sus blusas en la pantalla. Child lo usaba en su blusa durante las demostraciones de cocina y en su serie de televisión, The French Chef.
Fue en 1952 cuando Bertholle y Beck autopublicaron un pequeño libro de cocina, What's Cooking in France.
En 1960, la vida de Louisette Bertholle cambió radicalmente pasados los cincuenta años: su matrimonio se estaba agotando y enfrentaba grandes dificultades económicas. Sin embargo, logró reinventarse y reiniciar su carrera con Child y Beck. Las tres mujeres, que inicialmente habían firmado un contrato para publicar El arte de la cocina francesa con Houghton Mifflin, vieron como la editorial rechazó el manuscrito enviado por considerarlo un enfoque demasiado enciclopédico de la cocina. Child, Beck y Bertholle crearon una obra donde señalaban las diferencias entre las costumbres de alimentación y forma de preparar los alimentos de las cocinas estadounidenses y francesas, por lo cual servía tanto de  guía para la cocina francesa, como de base para los cocineros norteamericanos. Cuando su libro fue finalmente publicado en 1961, por Alfred A. Knopf, la publicación de 734 páginas, fue un éxito de ventas y recibió elogios de la crítica.
Publicó libros adicionales sobre cocina francesa tanto en Francia como traducidos al inglés y al español para mercados internacionales. Además, escribió una receta diaria para France Soir hasta los ochenta y cuatro años.
'

## Publicaciones
- What's Cooking in France, 1952. Coautora con Simone Beck.
- El arte de la cocina francesa, 1961. Coautora con Julia Child y Simone Beck.
- Las recetas secretas de los grandes restaurantes franceses, 1974. Tomos 1, 2 y 3.
- 250 recettes de Sologne et d'ailleurs
- Une Grande Cuisine pour tous, 1976.
- Cocina francesa para todos, 1980.[10]
- La cuisine de saisons.